# Pelidnota rubriventris
Pelidnota rubriventris är en skalbaggsart som beskrevs av Blanchard 1851. Pelidnota rubriventris ingår i släktet Pelidnota och familjen Rutelidae. Inga underarter finns listade i Catalogue of Life.